# Grover Harmon
Grover Harmon (ur. 8 sierpnia 1988 na Wyspach Cooka) – piłkarz z Wysp Cooka grający na pozycji pomocnika w Tupapa Rarotonga.
Od 2011 roku jest zawodnikiem Tupapa Rarotonga.
Pierwszego gola w barwach reprezentacji Wysp Cooka strzelił 26 listopada 2011 w przegranym 2:1 meczu eliminacjach do MŚ 2014 z reprezentacją Tongi. Do czerwca 2012 w reprezentacji Wysp Cooka Harmon rozegrał 7 meczów, strzelając w nich jednego gola.